# GPRS Tunneling Protocol
Das GPRS Tunneling Protocol (GTP) gehört zu einer Gruppe von IP-basierten Tunnel-Protokollen, welche in GSM-, UMTS- und LTE-Mobilfunknetzen
eingesetzt wird, um GPRS-Pakete innerhalb der Netzinfrastruktur zu transportieren.
GTP kann in verschiedene separate Protokolle unterteilt werden:
- GTP-C zum Transport von Kontrollinformationen, z. B. zum Auf- und Abbau der Tunnel[1]
- GTP-U zum Transport der Benutzerdaten[2]
- GTP zum Transport von Daten zur Gebührenabrechnung[3]
- GTP* zum Abhören und Mitschneiden von eben solchen Daten.